# Бекемајер (Илиноис)
Бекемајер (енгл. Beckemeyer) град је у америчкој савезној држави Илиноис.

## Демографија
По попису из 2010. године број становника је 1.040, што је 3 (-0,3%) становника мање него 2000. године.
| Група             | 2000.         | 2010.       |
| Белци             | 1.014 (97,2%) | 973 (93,6%) |
| Афроамериканци    | 0 (0,0%)      | 0 (0,0%)    |
| Азијати           | 8 (0,8%)      | 5 (0,5%)    |
| Хиспаноамериканци | 14 (1,3%)     | 53 (5,1%)   |
| Укупно            | 1.043         | 1.040       |